# Cantonul Domène
Cantonul Domène este un canton din arondismentul Grenoble, departamentul Isère, regiunea Rhône-Alpes, Franța.

## Comune
- Chamrousse (parțial)
- La Combe-de-Lancey
- Domène (reședință)
- Laval
- Murianette
- Revel
- Sainte-Agnès
- Saint-Jean-le-Vieux
- Saint-Martin-d'Uriage
- Saint-Mury-Monteymond
- Le Versoud
- Villard-Bonnot